# قاعدة الملك عبد العزيز الجوية
قاعدة الملك عبد العزيز الجوية أو قاعدة الظهران الجوية وعُرِفَت سابقًا بمطار الظهران الدولي (إياتا: DHA، إيكاو: OEDR) هي قاعدة جوية عسكرية تابعة لسلاح الجو السعودي، تحت قيادة اللواء الطيار الركن الأمير تركي بن بندر بن عبدالعزيز. منها أُطلقت أول طائرة نفاثة جرى تجميعها وتصنيع عدد من أجزائها محليا بأيدي وطنية من طراز هوك. أسسته شركة الزيت عام 1934م بمسمى مطار الظهران لخدمة أعمالها ومن ثم استخدم كقاعدة جوية من قبل القوات المسلحة الأمريكية من عام 1945م وحتى 1962م، حيث تم تحويله إلى مطار مدني عُرف بمطار الظهران الدولي. في عام 1999م انتقلت أعمال الطيران المدني إلى مطار الملك فهد الدولي بعد اكتمال تشييده، وتحوّل مطار الظهران الدولي بالكامل إلى قاعدة الملك عبد العزيز الجوية.

## التأسيس

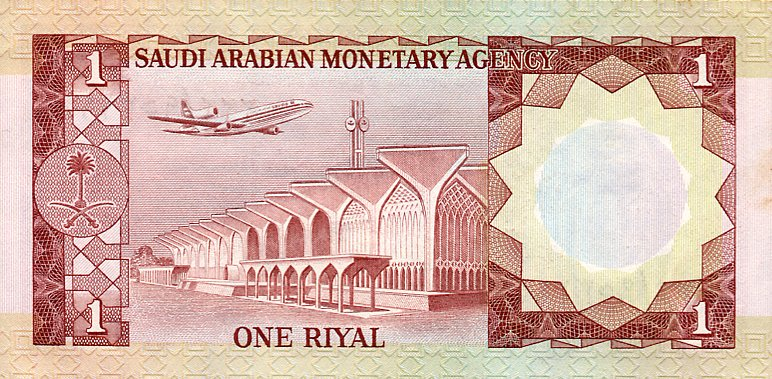
مبنى المطار على خلفية فئة ريال واحد في عهد الملك خالد

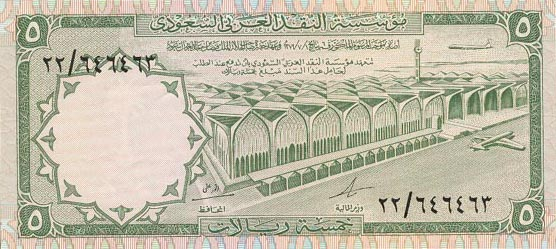
مبنى المطار على واجهة فئة الخمسة ريالات في عهد الملك فيصل

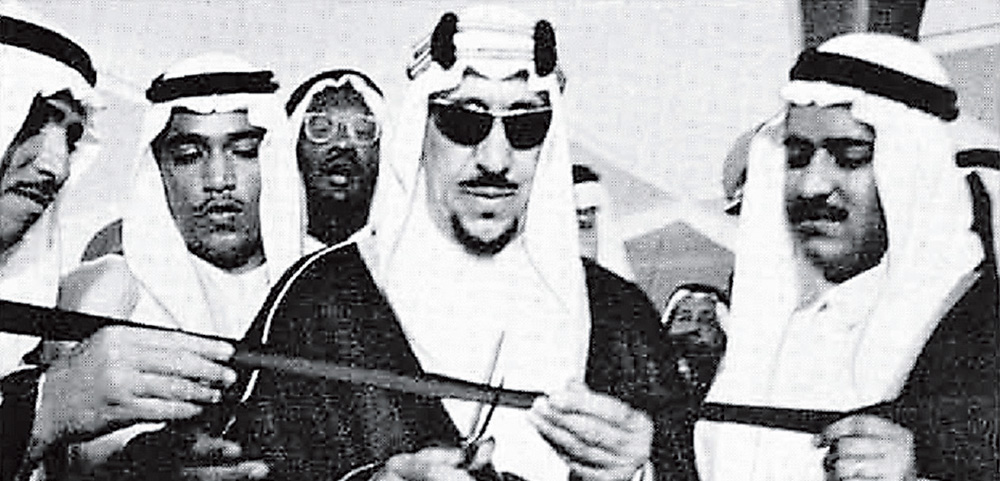
الملك سعود أثناء افتتاحه مطار الظهران الدولي

أنشأته شركة أرامكو كمطار صغير بمسمى مطار الظهران في عام 1934م لخدمة أعمالها محليا ودوليا، ومن ثم مر بمراحل عدة من أعمال التطوير ومشاريع التوسعة وزيادة المرافق والخدمات، كان أهمها أعمال توسعة بواسطة شركة فلوراكتملت في عام 1955م. في عام 1957 أجريت دراسة لتحويله لمطار مدني انتهى مفادها إلى أن المطار غير ملائم للطيران المدني. مع ذلك فقد تم توقيع عقد مع شركة رالف بارسونز في كاليفورنيا في عام 1958م لتصميم وتحويل مطار الظهران إلى مطار الظهران الدولي، وتصميم مبنى مطار الظهران الدولي، وتعاقدت الشركة مع المهندس المعماري الأمريكي من أصل ياباني مينورو ياماساكي لتصميم المبنى المستوحى من الثقافة العربية، وعندما قامت المؤسسة الهندسية بعرض التصميم على الملك سعود أُعجب به كثيراً وقد وضُعت صورته على فئة الريال والخمسة ريالات في عهد الملك فيصل، وفي عام 1963م أُصدرت طوابع بريدية بمناسبة الافتتاح. كما منح المعهد الأمريكي للمهندسين المعماريين جائزة الشرف الأولى للمطار ومهندسه المعماري. تمت ترسية عقد المشروع، بتكلفة 22.5 مليون ريال سعودي على مؤسسة (أومان فارنسورث رايت) في مايو 1959م، والتي عهدت بأعمال الإنشاء إلى شركة المشاريع السعودية، والتي بدأت أعمال الإنشاء في أغسطس عام 1959م وانتهت منها في سبتمبر 1961م، في 19 أبريل 1962م افتتحه الملك سعود. وتم استعمال أجزاء من الخرسانة الجاهزة في عملية التشييد، أما مساحة المطار الإجمالية فبلغت 7300 متر مربع تقريبا. شيّد مبنى المطار الدولي من قسمين أحدهما - وهو الأكبر - للطيران الخارجي، وثانيهما للطيران الداخلي، ولا يختلف أحدهما عن الآخر إلا من حيث المساحة، أما في التصميم والتجهيز فكلاهما على نفس المستوى الرفيع، ويلاحظ الداخل إلى هذا المبنى بساطة في الترتيب، وسخاء في توسيع أرجائه وتعلية سقفه، والمبنى مكيف بالكامل، وتُرك فضاء مفتوح بين قسمي الطيران الخارجي والداخلي مما مكّن من مشاهدة الطائرات أثناء إقلاعها وهبوطها.
في عام 1999م انتقلت أعمال الطيران المدني إلى مطار الملك فهد الدولي بعد اكتمال تشييده، وتحوّل مطار الظهران الدولي بالكامل إلى قاعدة الملك عبد العزيز الجوية.

## نظرة عامة
كان الغرض من إنشاء قاعدة جوية في المنطقة الشرقية حماية النطاق الجوي للمملكة العربية السعودية وآبار النفط التي ترتكز في المنطقة الشرقية، إلى جانب مساعدة القوات البرية والبحرية وقوات الدفاع الجوي في عمليات الإسناد الجوي التكتيكي، والمهام التدريبية للطيارين والفنيين، ومساندة الجهات الحكومية في مهام البحث والإنقاذ والإخلاء.

## مركز الحرب الجوية
هو أحد المراكز التابعة للقوات الملكية الجوية السعودية تم تدشينه في مارس 2019 بقاعدة الملك عبد العزيز الجوية، بغرض تعزيز ودعم الجاهزية القتالية للقوات الجوية، وتدريب الأطقم الجوية والفنية والمساندة في الحرب الحديثة، بالاعتماد على بيئة حرب إلكترونية. إلى جانب إقامة التمارين المشتركة مع الدول الشقيقة والصديقة.

## وصلات خارجية
- Dhahran International Airport (in Arabic)
- Flight D, 7th Air Rescue Squadron, Dhahran Air Field, Saudi Arabia
- King Abdul Aziz Airbase, Dhahran (GlobalSecurity.org)

## معرض الصور

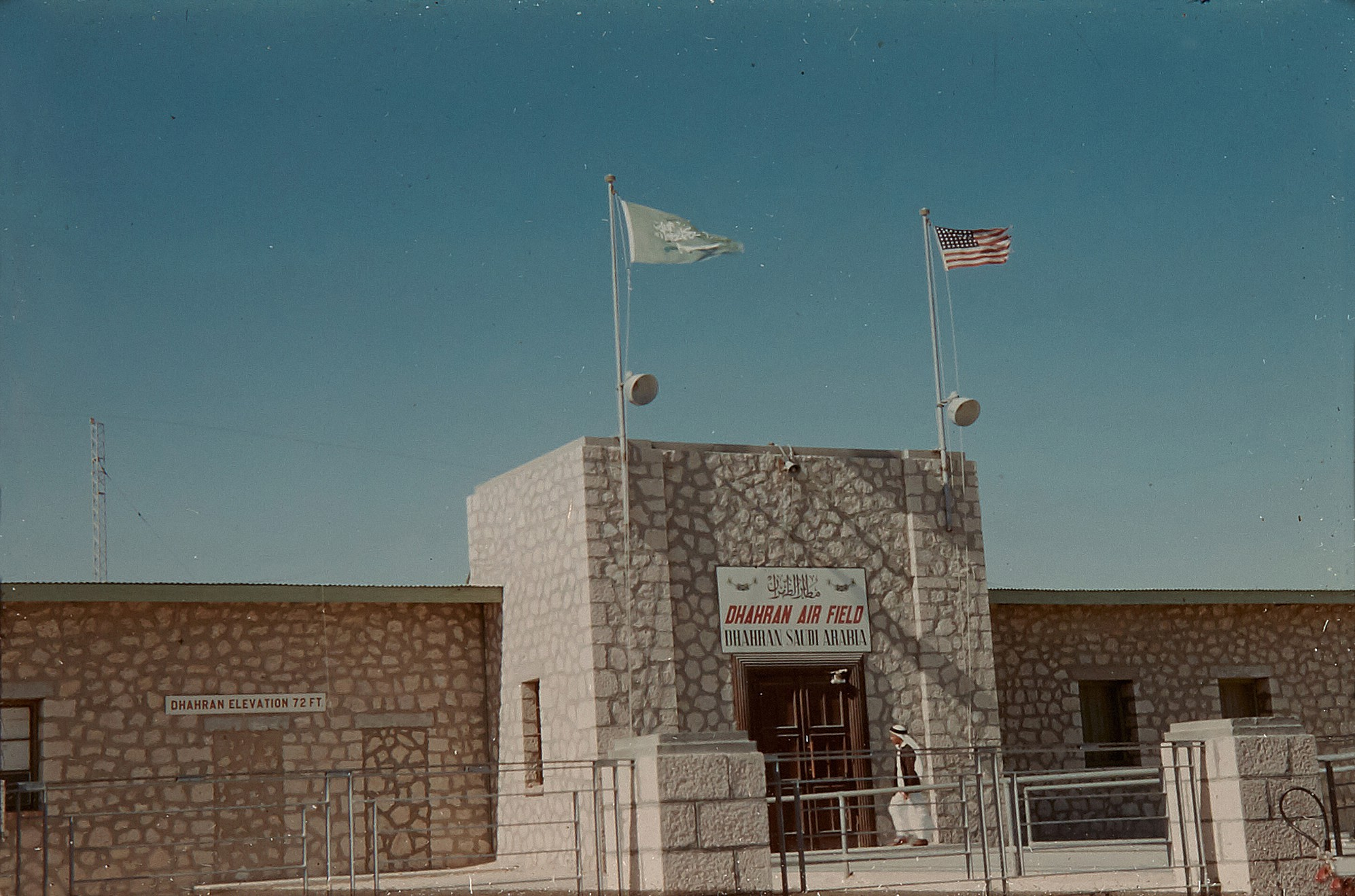
مطار الظهران الدولي في عام ١٩٥٢م قبل تحويله إلى قاعدة
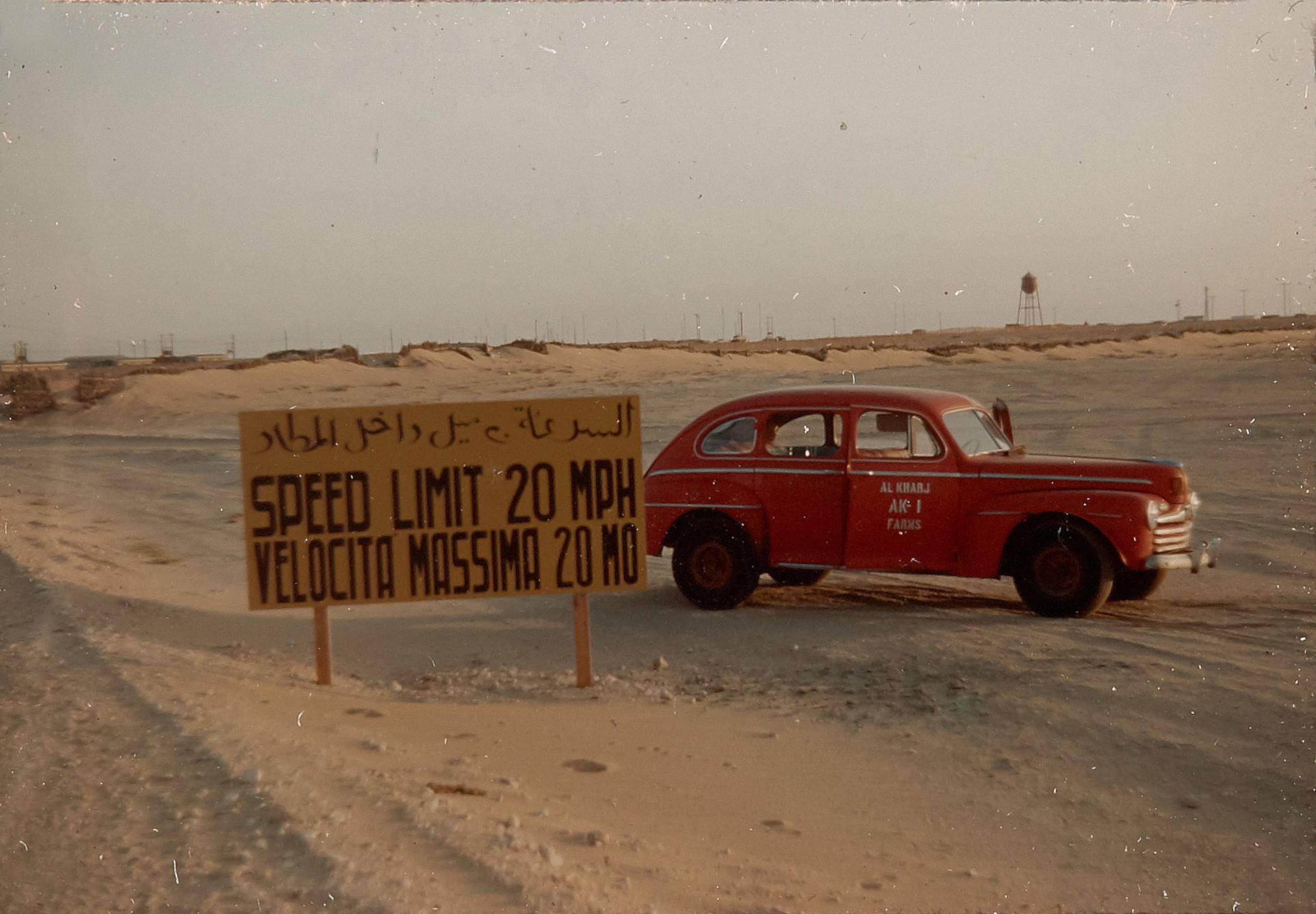
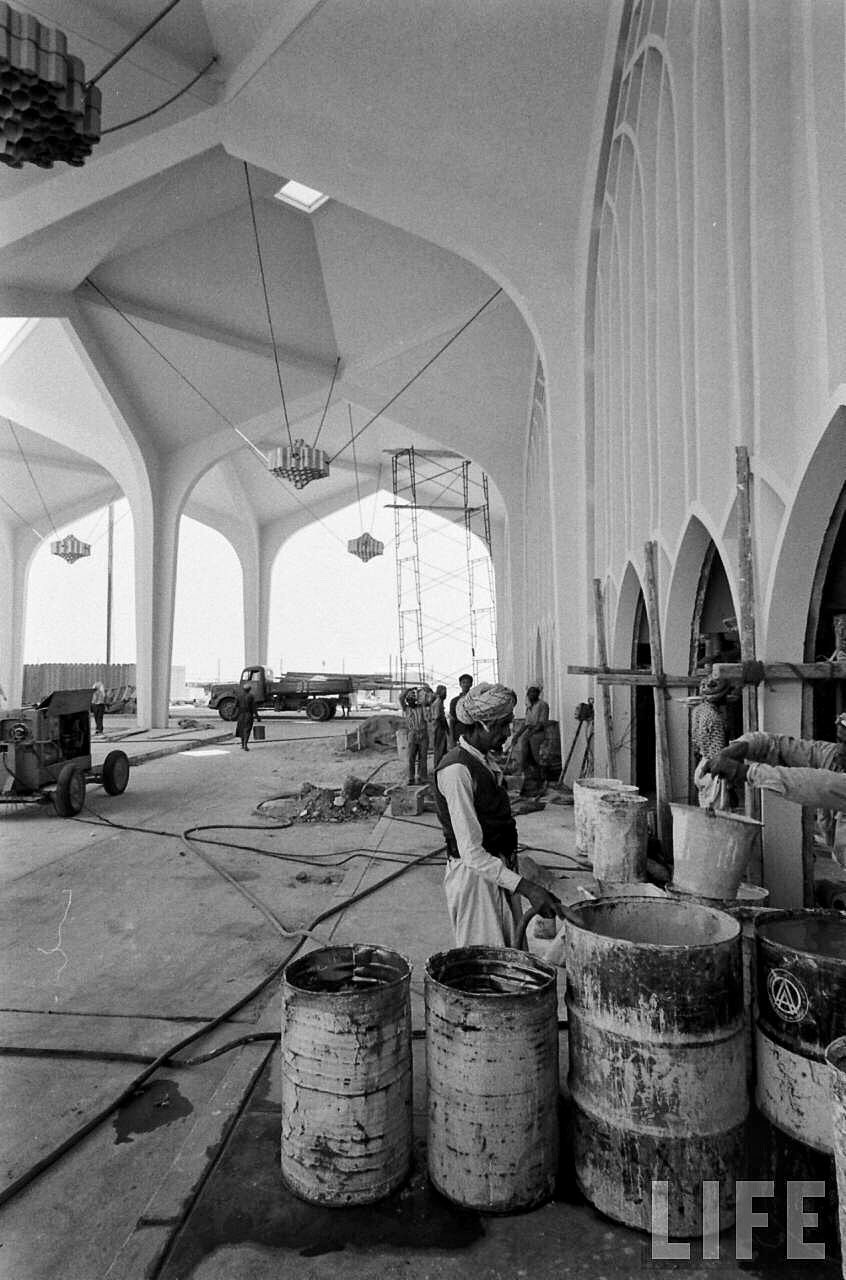
المطار أثناء التشييد
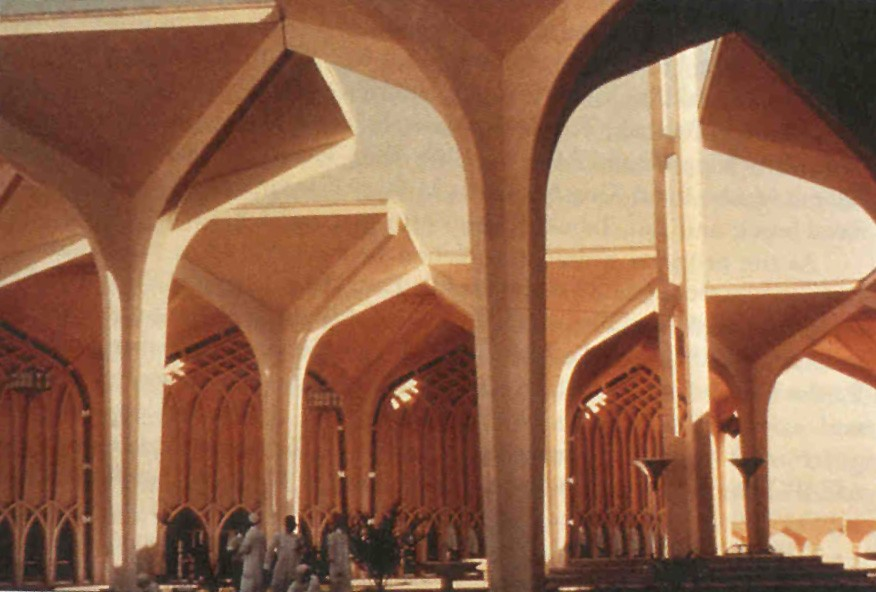
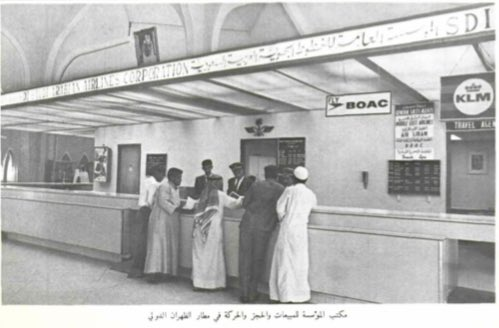
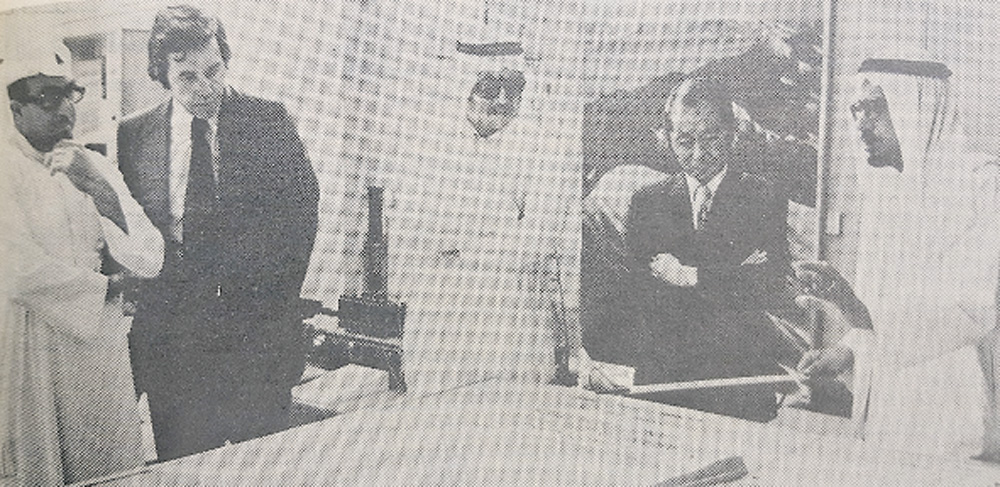